# Bennoschlösschen
Das Bennoschlösschen, auch Bennohaus oder Steinernes Haus, ist das älteste erhaltene Herrenhaus in der Oberlößnitz, einem Stadtteil von Radebeul, und „einer der bemerkenswertesten Landsitze von Radebeul“. Das Renaissancegebäude steht innerhalb der leicht ansteigenden Rebflächen des Weinbergs Unterberg in der Weinbaulage Radebeuler Goldener Wagen zwischen der Bennostraße (Bennostraße 35) und der Weinbergstraße, im Denkmalschutzgebiet Historische Weinberglandschaft Radebeul.

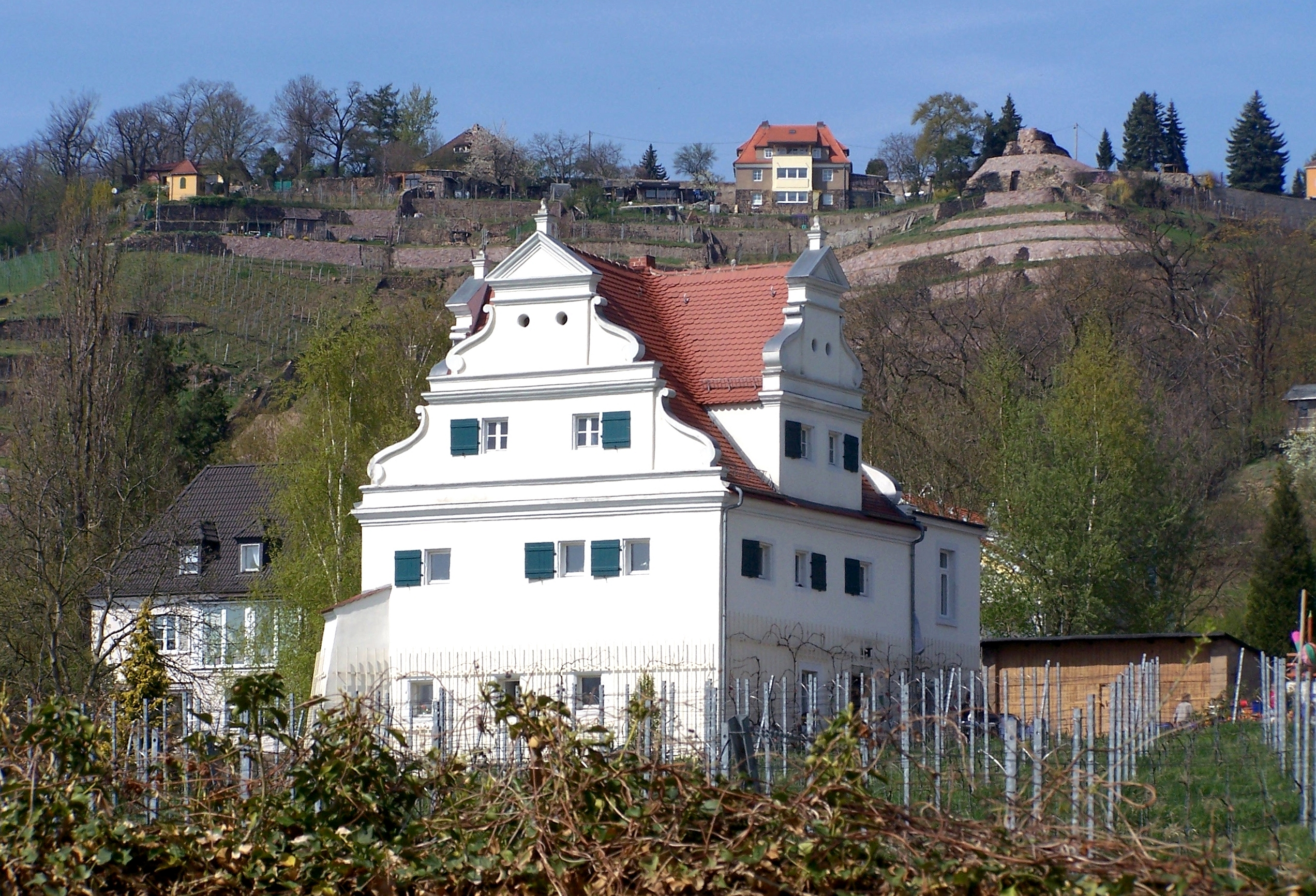
Blick von der Bennostraße, rechts oben die Steinerne Schnecke auf dem Hermannsberg

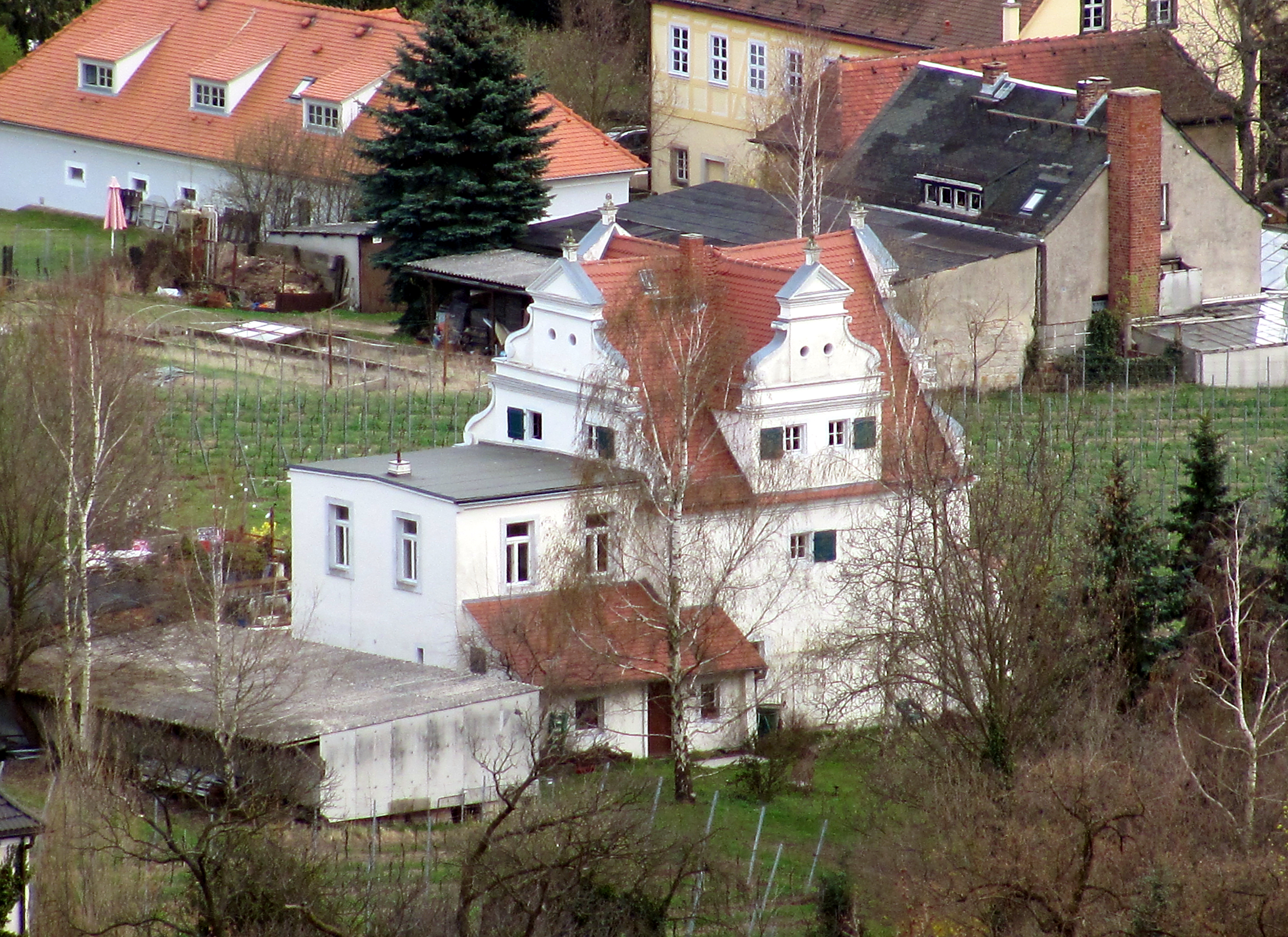
Bennoschlösschen, Blick vom Spitzhaus. Gut zu sehen der nördliche zweistöckige Anbau, davor der westliche Stallanbau. Oben angeschnitten Haus Steinbach

## Beschreibung

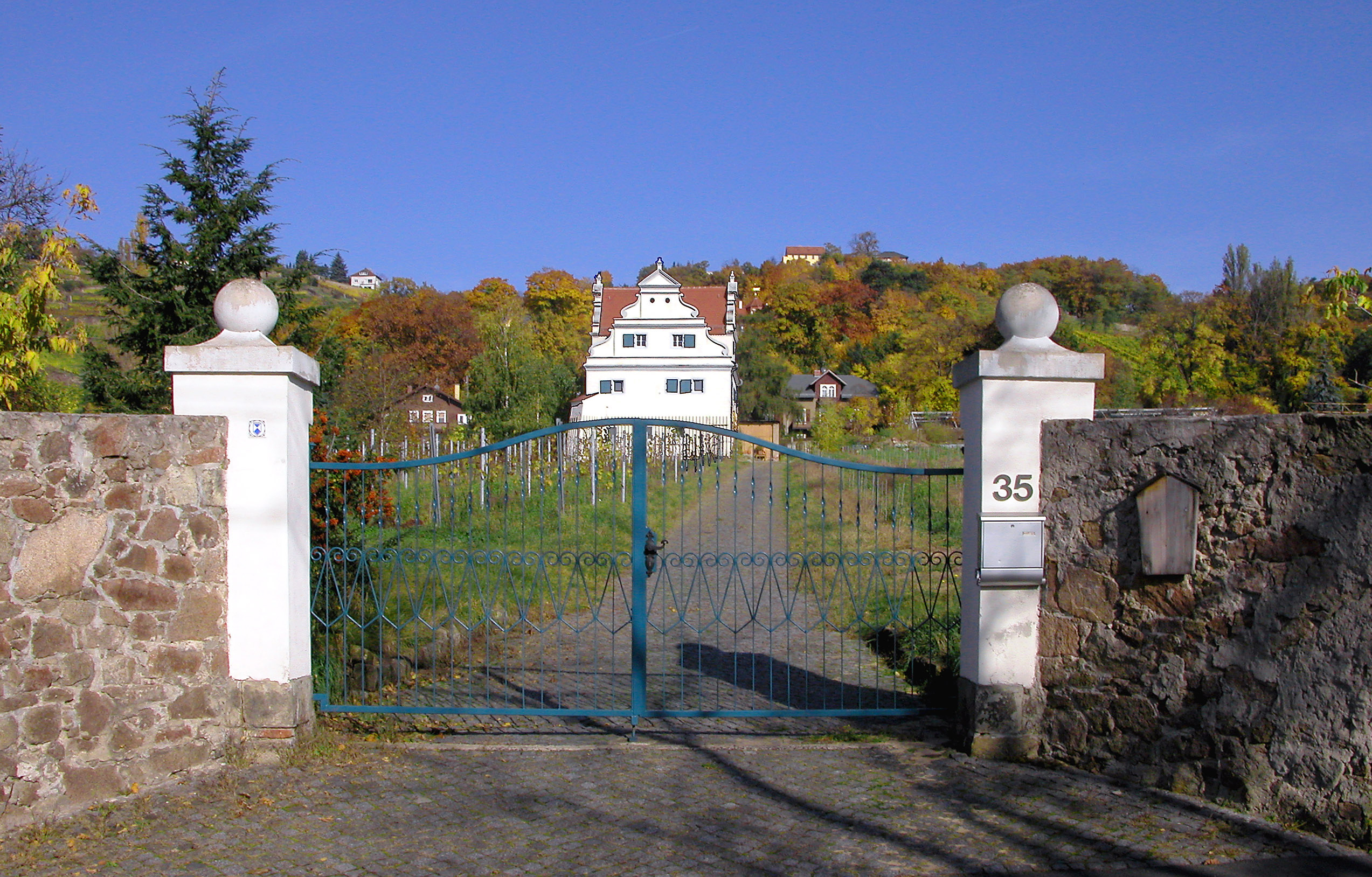
Bennoschlösschen, Toranlage. Im Hintergrund Villa Friedenshain, auf der Hangkante die Wilhelmshöhe

Das zweigeschossige, massive Herrenhaus „von schönen Proportionen“ im Stil der Renaissance hat einen fast quadratischen Grundriss mit einem Satteldach mit zweizonigen Volutengiebeln und Rundfenstern. An den Traufseiten befindet sich jeweils mittig ein Zwerchhaus ebenfalls mit einem Volutengiebel und Rundfenstern. Die Giebel sind nach den vier Himmelsrichtungen ausgerichtet. Das Dach ist ein Sparrendach mit Kehl- und Hahnenbalken, für die ausschließlich Zimmermannsverbindungen mit Holznägeln verwendet wurden.
In den Wänden befinden sich wenige, winzig wirkende quadratische Fenster mit Klappläden. Die Südwestecke des Gebäudes stützt ein „gewaltiger Strebepfeiler“ mit einem Pultdach.
An der Nordseite steht ein das Gesamtbild störender zweigeschossiger Anbau mit Flachdach.
Das Anwesen besteht aus einem großen, hoch ummauerten Weingarten, der als Werk der Landschafts- und Gartengestaltung geschützt ist.
Das Bennoschlösschen stand nicht nur zu DDR-Zeiten unter Denkmalschutz, sondern wurde auch bereits in den Inventarisationen von Gurlitt 1904 sowie Dehio 1905 aufgeführt und beschrieben. Es ist damit „Zeugnis für den jahrhundertelangen Weinbau in der Lößnitz, baugeschichtlich, kunsthistorisch und ortsgeschichtlich von Bedeutung“.

## Geschichte

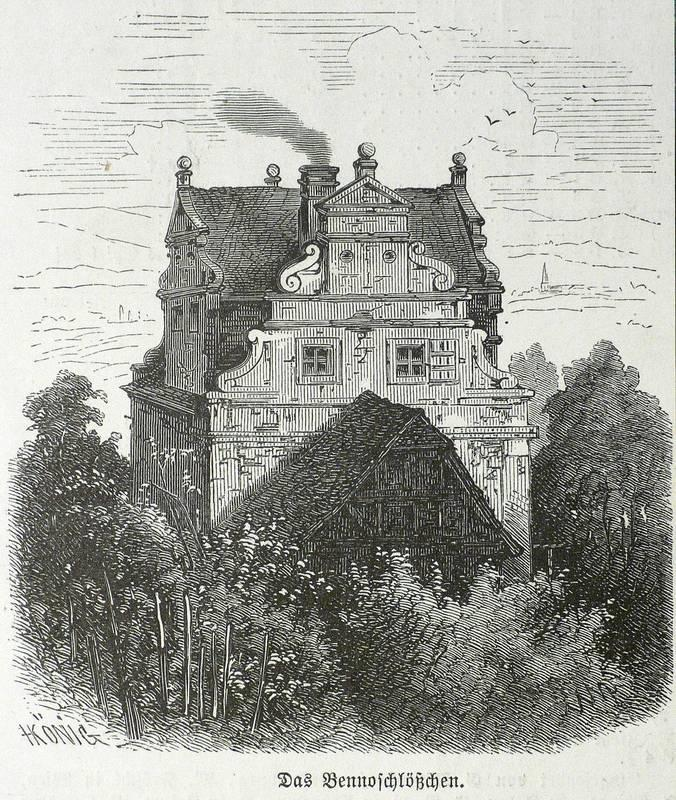
Herbert König: Das Bennoschlößchen (Holzstich 1871). Blick auf den Pressraumanbau vor der Aufstockung durch die Gebrüder Ziller

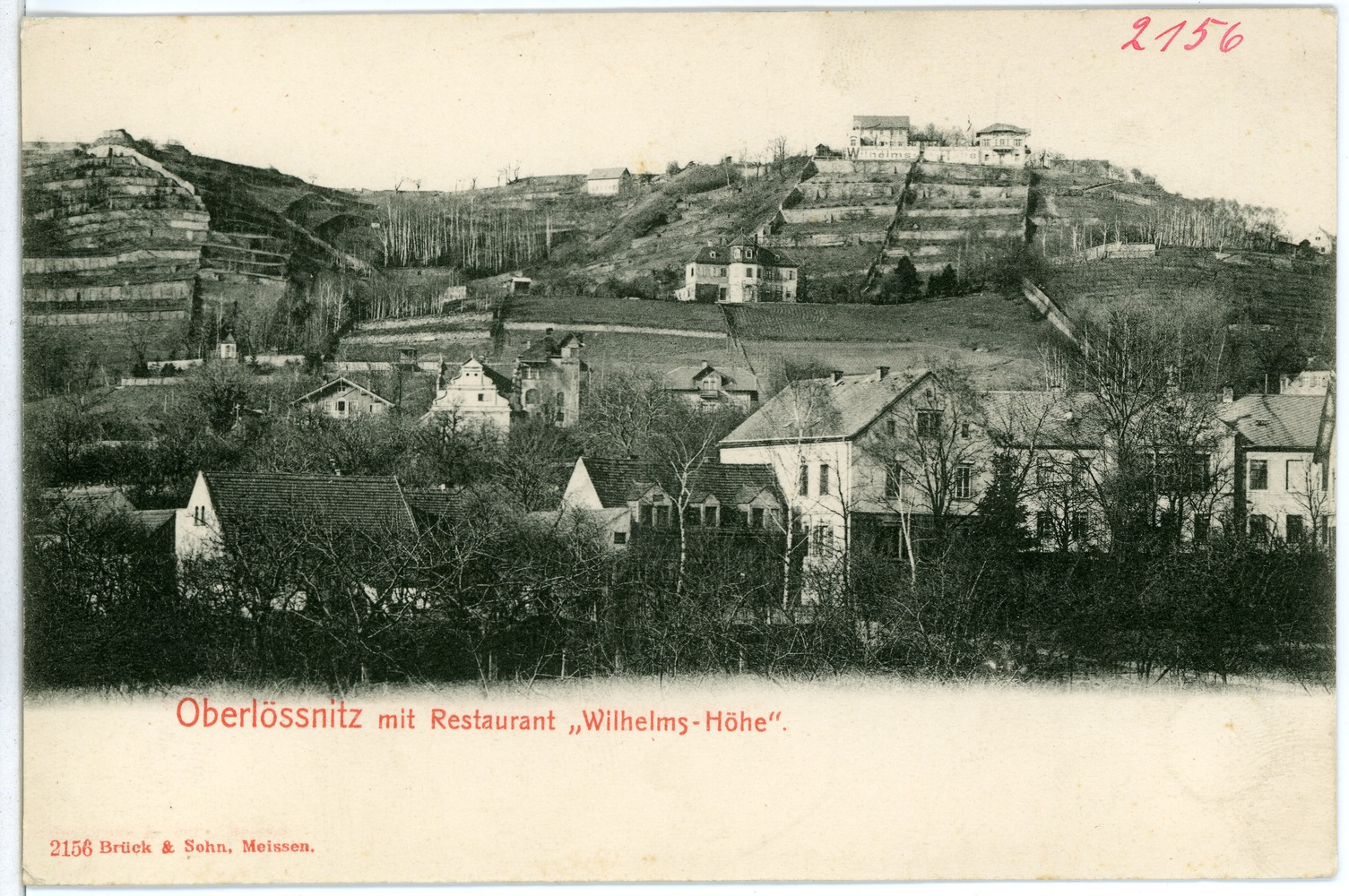
Bennoschlösschen (links der Mitte), Karte von Brück & Sohn, 1901

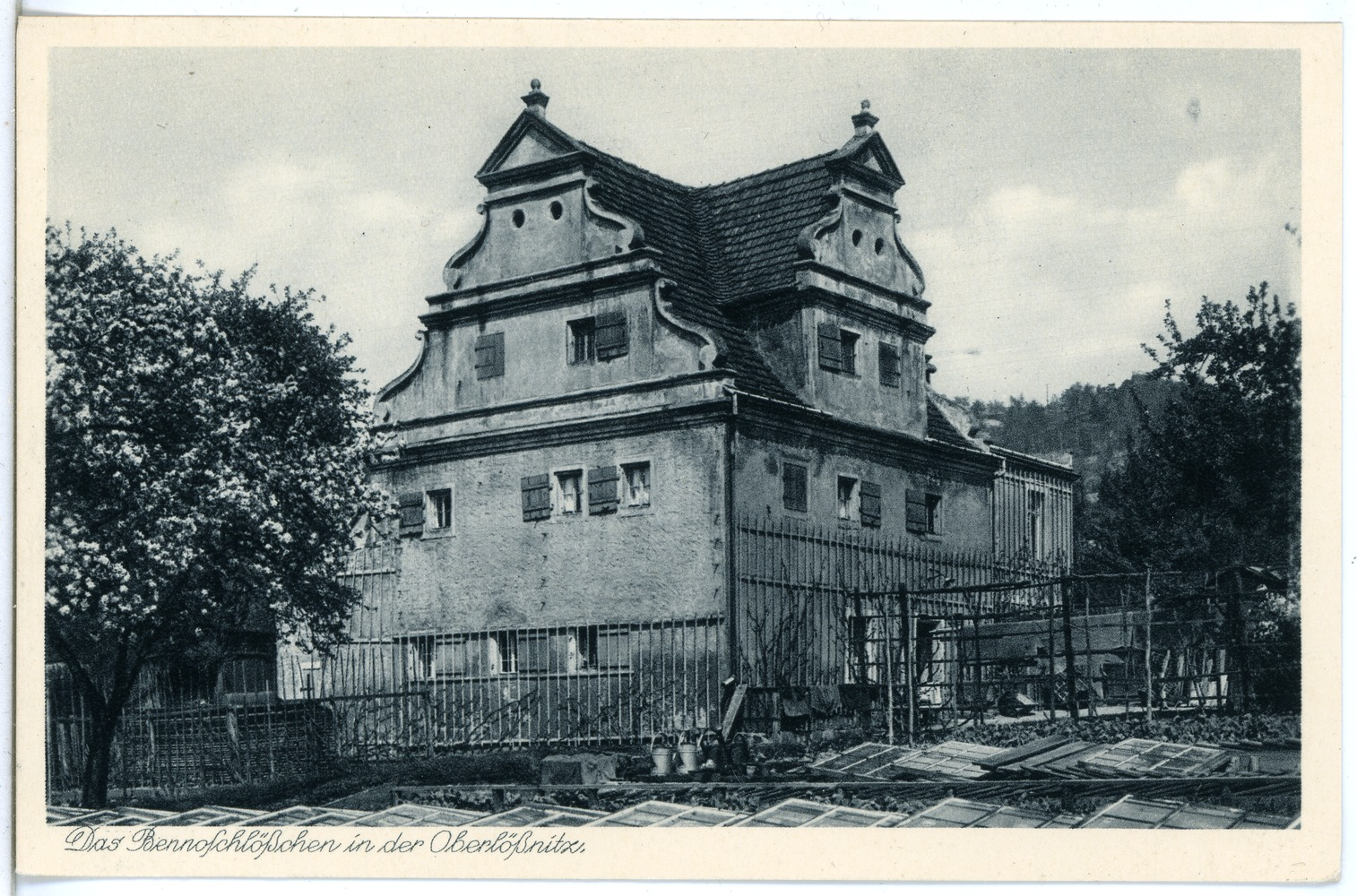
Bennoschlösschen, Karte von Brück & Sohn, 1925

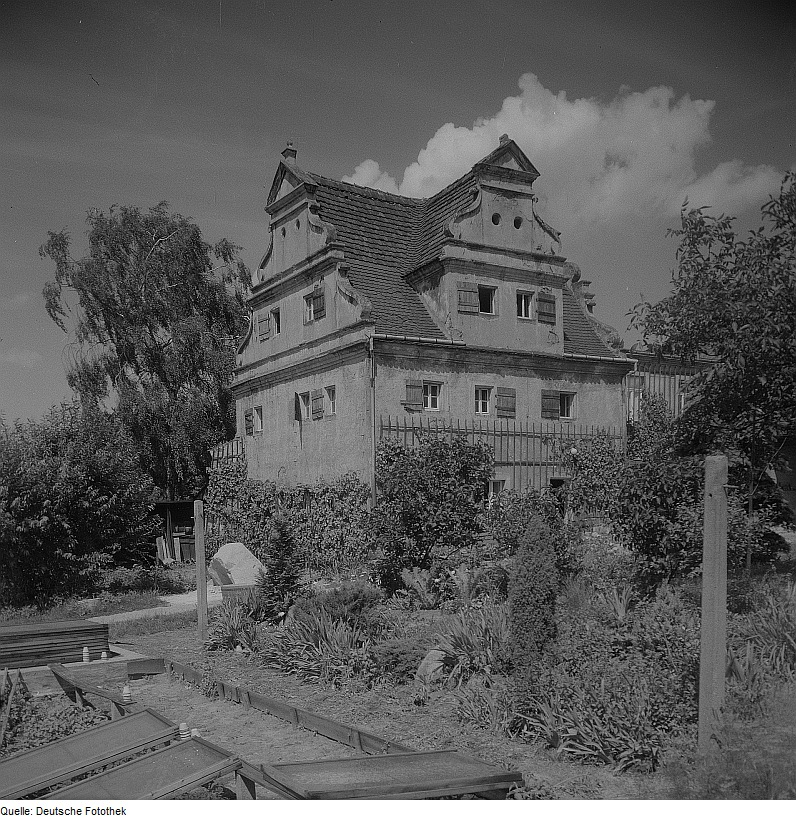
Bennoschlösschen, Foto von Richard Peter, wohl 1950

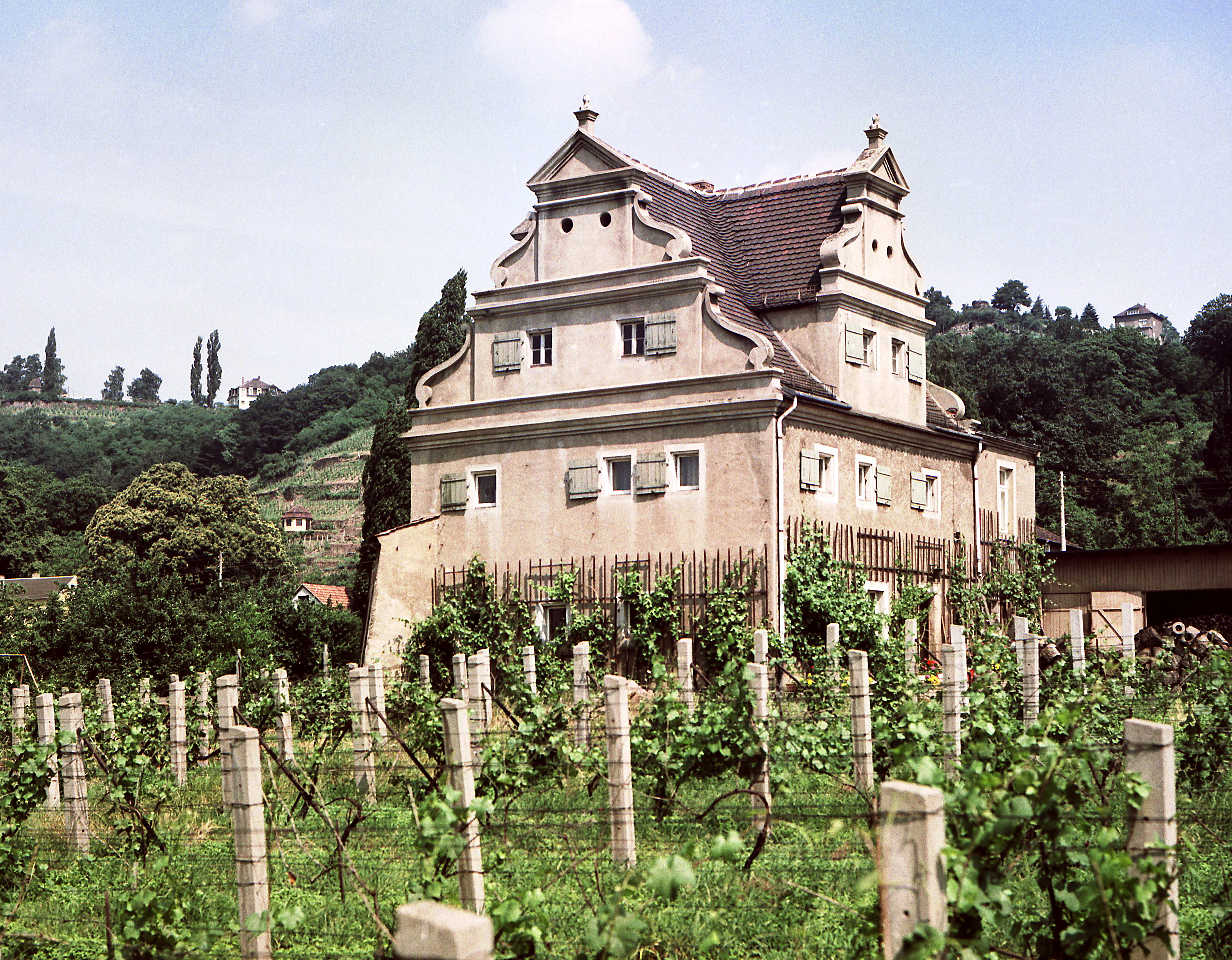
Bennoschlösschen, Foto von Jörg Blobelt, 1987

1574 erwarb der Kammerherr des sächsischen Kurfürsten August, Hans Harrer, das Rittergut Hermsdorf. Damit wurde er gleichzeitig Grundherr von Wahnsdorf. Harrer wird als Erbauer des Steinernes Haus genannten Gebäudes angesehen. Auf einer Karte von Matthias Oeder aus der Ersten Kursächsischen Landesaufnahme um 1580/1600 ist das Gebäude eingezeichnet. Das Steinerne Haus steht auf dem Unterberg. Unmittelbar darüber befand sich die Rote Presse, eine Weinpresse, die von mehreren Weinbergsbesitzern gemeinschaftlich genutzt wurde.
Mit seinem Freitod 1580 wegen der Verwicklungen in den Pfefferhandel seines Kurfürsten und der daraus entstandenen enormen Verluste (siehe Konrad Rott) wurde das Anwesen zu gemeiner altharrerischer Erbschaft, wie es in einer Belehnungsurkunde von 1620 geschrieben wurde. Im Jahr 1620 kaufte der dann damit belehnte Hans Harrer auf Ringenhain von den Brüdern Jacob und Ernst Kohlreuter vier Weinbergsteile mit dem Weinberghaus für 3000 Gulden, und bereits Anfang 1621 verkaufte er davon die beiden bergwärts nebeneinanderliegenden Weinberge Morgenland und Kössenberg. Sein Bruder Ernst Harrer erbte 1621 das Restanwesen und verkaufte es „mit dem wohlerbauten steinernen Berghaus, samt allen an Tischen, Bänken, Spannbetten und anderen Mobilien, dem Hausrat und dem halben Teil der halbernächst darbey liegenden roten Presse“ an den Ober-Rentkammermeister und „der Flöße Directori“ Christoff Felgenhauer.
Im 19. Jahrhundert erhielt das Herrenhaus den Namen Bennohaus oder auch Bennoschlösschen, in Erinnerung an den Bischof Benno von Meißen. Es ist jedoch nicht belegt, dass das Anwesen jemals im Besitz der Meißner Bischöfe war. Lediglich der Heimatschriftsteller Karl Julius Hofmann schrieb 1851 in seinem Werk Das Meißner Niederland … von den vier engen Giebeln in „Form einer Bischofsmütze“. 1867, um diese Zeit im Besitz der Adelsfamilie Metzsch-Reichenbach (vor 1868 – nach 1889), wurde an das Haus im Westen ein Stallgebäude angebaut, 1896 fand durch die Gebrüder Ziller die Aufstockung des alten Pressraumanbaus auf der Nordseite statt.
Nach der Reblauskatastrophe entstand auf dem gerodeten Land eine Gärtnerei, während heute die Flächen wieder aufgerebt und an das Weingut Hoflößnitz verpachtet sind.
Um 1910 setzte sich der Verein für Erhaltung alter Kulturdenkmäler erfolgreich dafür ein, einen Giebel wiederherzustellen.
Ab 1992 wurde das unter Denkmalschutz stehende Bennoschlösschen von seinem Besitzer umfassend denkmalpflegerisch restauriert. Das Wohnhaus ist vermietet.

### Denkmalpflege
- Volker Helas (Bearb.): Stadt Radebeul. Hrsg.: Landesamt für Denkmalpflege Sachsen, Große Kreisstadt Radebeul (= Denkmaltopographie Bundesrepublik Deutschland. Denkmale in Sachsen). Sax-Verlag, Beucha 2007, ISBN 978-3-86729-004-3.
- Georg Dehio: Handbuch der deutschen Kunstdenkmäler, Bd.1, Mitteldeutschland. Wasmuth, Berlin 1905, S. 230. (Oberlössnitz. Bennoschlößchen.).
- Barbara Bechter, Wiebke Fastenrath u. a. (Bearb.): Handbuch der Deutschen Kunstdenkmäler, Sachsen I, Regierungsbezirk Dresden. Deutscher Kunstverlag, München 1996, ISBN 3-422-03043-3, S. 730–739.
- Matthias Donath, Jörg Blobelt (Fotos): Sächsisches Weinland. Historische Weingüter und Weinberghäuser im Elbtal. Hrsg.: edition Sächsische Zeitung. 1. Auflage. Redaktions- und Verlagsgesellschaft Elbland, Dresden 2010, ISBN 978-3-941595-09-5.
- Cornelius Gurlitt: Die Kunstdenkmäler von Dresdens Umgebung, Theil 2: Amtshauptmannschaft Dresden-Neustadt. In: Beschreibende Darstellung der älteren Bau- und Kunstdenkmäler des Königreichs Sachsen, Band 26, C. C. Meinhold, Dresden 1904. (Digitalisat Oberlössnitz. Bennoschlösschen. S. 148) (Digitalisat Oberlössnitz. Bennoschlösschen. S. 149)
- Liselotte Schließer (Erarb.): Radebeul – Stadtführer durch Vergangenheit und Gegenwart. 1., ergänzte Auflage. Edition Reintzsch, Radebeul 2008, ISBN 978-3-930846-05-4.
- Georg Wulff; et al. (Red.): Winzerhäuser in Radebeul. In: verein für denkmalpflege und neues bauen radebeul (Hrsg.): Beiträge zur Stadtkultur der Stadt Radebeul. Radebeul 2003 (Online-Inhaltsverzeichnis, dort der Link zum Bennohaus).

### Geschichte
- Frank Andert (Red.): Stadtlexikon Radebeul. Historisches Handbuch für die Lößnitz. Hrsg.: Stadtarchiv Radebeul. 2., leicht geänderte Auflage. Stadtarchiv, Radebeul 2006, ISBN 3-938460-05-9.
- Gert Morzinek: Historische Streifzüge mit Gert Morzinek. Die gesammelten Werke aus 5 Jahren "StadtSpiegel". premium Verlag, Großenhain 2007.

### Wirtschaftspolitik (zu Harrers Pfefferhandel)
- Jürgen Schneider (Hrsg.), Gesellschaft für Sozial- und Wirtschaftsgeschichte: Öffentliches und privates Wirtschaften in sich wandelnden Wirtschaftsordnungen. Referate der 18. Arbeitstagung der Gesellschaft für Sozial- und Wirtschaftsgeschichte vom 7. bis 9. April 1999 in Innsbruck. Franz Steiner Verlag. 2001. ISBN 978-3-515-07868-9.

### Literarische Erläuterungen
- Otto Friedrich Wehrhan: Dresden. Ein Gedicht in vier und zwanzig Gesängen. (Mit angehängten historischen und topographischen, zugleich als Cicerone für Stadt und Umgegend dienenden Erläuterungen.) Blochmann, Dresden 1845.
- Karl Julius Hofmann: Das Meißner Niederland in seinen Naturschönheiten und Merkwürdigkeiten oder das sächsische Italien in den Meißner und Dresdner Gegenden mit ihren Ortschaften. Ein Volksbuch für Natur und Vaterlandsfreunde topographisch historisch und poetisch dargestellt. Louis Mosche, Meißen 1853. (Digitalisat in der Google-Buchsuche)